# Дю Белле, Жан
Жан дю Белле́ (фр. Jean du Bellay; 1492 — 16 февраля 1560, Рим) — французский кардинал и дипломат, епископ Байонны, епископ Парижа. Брат дипломата Гийома дю Белле, дядя знаменитого поэта Жоашена дю Белле.

## Биография
Родился в Суде (фр. Souday), современный департамент Луар и Шер, центральная Франция.
Дю Белле с молодости посвятил себя церковной и дипломатической карьере, благодаря своим способностям быстро продвигался по службе и по церковно-иерархической лестнице. С 1526 года — епископ Байонны, в 1532 году он стал епископом Парижа, тремя годами позже получил кардинальскую шапку. Выполнял ряд дипломатических миссий в Англии (1527—1534) и Риме (1534—1536), вёл переговоры с немецкими протестантами.
В последние годы жизни короля Франциска I дю Белле был в фаворе у герцогини д’Этамп, получил целый ряд бенефиций, однако в качестве советника при короле был постепенно вытеснен Франсуа де Турноном. При Генрихе II в 1547 году отправлен послом в Рим. После смерти папы Павла III на конклаве 1550 года дю Белле набрал восемь голосов. Конклав избрал в итоге Юлия III.
Проведя несколько лет во Франции (1550—1553), дю Белле вновь отправился в Рим (по приглашению папы). На этот раз кардинал взял с собою своего племянника Жоашена дю Белле. После выполнения нескольких папских поручений, Жан дю Белле получил титулы епископа Остии и декана Коллегии кардиналов, высший пост в Римской курии.
Жан дю Белле скончался в Риме в 1560 году. Он занимался литературной деятельностью, оставил после себя три сборника поэм на латыни, был другом и покровителем Франсуа Рабле, служившего у него врачом и секретарём. Именно благодаря влиянию и поддержке кардинала дю Белле Рабле, часто находившемуся в сложных отношениях с церковными и академическими властями из-за своего вольнодумства, удалось по большей части избежать связанных с этим неприятностей.